# المحرس (حجة)
المحرس هي إحدى قرى الجمهورية اليمنية. وهي تتبع جغرافيًا لمحافظة حجة. وإداريًا لمديرية المغربة. يبلغ تعداد سكانها 3063 نسمة حسب الإحصاء الذي جرى عام 2004.